# Eve Arnold
Eve Arnold, nata Cohen (Filadelfia, 21 aprile 1912 – Londra, 4 gennaio 2012), è stata una fotografa statunitense, una delle più grandi fotografe del '900 e la prima free lance donna della prestigiosa Magnum Photos.

## Biografia

### Gli inizi
Eve Cohen nasce il 21 aprile del 1912 a Filadelfia, in Pennsylvania, da una famiglia di emigrati russi, William Cohen (al secolo Velvel Sklarski), e Bosya "Bessie" Laschiner, di religione ebraica ed è la terza di sei fratelli. Il padre rabbino, in America trova lavoro come venditore porta a porta. L'infanzia è caratterizzata, come la donna ricorda nella sua autobiografia "EveArnold: In Retrospect", dalle ristrettezze economiche, ma i genitori le garantiscono comunque una buona istruzione.
Nel 1943 decide di lasciare la facoltà di medicina e si trasferisce a New York dove trova lavoro all'interno in uno degli stabilimenti del gruppo Stanbi, una controllata della Standard Brands, che si occupa dello sviluppo di fotografie da rullini e negativi. Tra i suoi compiti c'è anche l'assistenza all'interno dei nuovi stabilimenti del gruppo, attività che la porta a girare buona parte degli Stati Uniti.
Nel 1946 un fidanzato le regala la sua prima Rolercoid, una macchina fotografica compatta con cui inizia a scattare fotografie dando libero sfogo alla sua creatività. La fotografia era un mondo che la affascinava da anni, ma prima di allora non si era mai messa alla prova anche a causa del peso, del costo e della dimensione delle prime attrezzature fotografiche.
Nel 1948 partecipa ad un corso di fotografia di sei settimane, promosso dalla New School for Social Research di New York. Tra gli insegnanti compare anche Alexey Brodovitch, allora direttore di Harper's Bazaar, che avrà una grande influenza sulla giovane fotografa. Nello stesso anno sposa Arnold Arnold, di cui terrà il cognome anche dopo il divorzio. La coppia ha un figlio, Frank. L'ispirazione per uno dei servizi più importanti del suo periodo di studi le viene offerto da una delle domestiche della famiglia Arnold che racconta delle sfilate che si svolgono nel quartiere di Harlem, con modelle di colore e giovani afroamericani stilisti emergenti. Il backstage e le passerelle diventano il set dove la fotografa inizia a sperimentare i diversi effetti della luce naturale. Una tecnica che l'accompagnerà per tutta la vita.
Vedendo i primi scatti Brodovitch esorta la donna a ritornare nel ghetto e realizzare delle nuove immagini. Il servizio, considerato "scandaloso" dalle riviste americane dell'epoca pensate prevalentemente per pubblico bianco, viene pubblicato per la prima volta nel 1951 dal londinese Picture Post.
Nei mesi successivi ritorna ad Harlem, dove viene a contatto con i movimenti anti razziali seguendo da vicino l'ascesa dei Black Muslims e Malcolm X esponente del "Nation of Islam" che fotograferà nei dieci anni successivi durante assemblee, dibattiti e raccolte fondi.

### Magnum Photos ed i primi servizi
Il 1951 coincide con la chiamata alla Magnum da parte di Henri Cartier-Bresson, uno dei fondatori, rimasto colpito dagli scatti newyorkesi. Eve Arnold diventa la prima donna free lance dell'agenzia di stampa e sei anni più tardi, nel 1957 viene inserita tra i soci dell'agenzia.
Intanto nel 1952 insieme alla famiglia si trasferisce a Long Island, dove realizza uno dei reportage più toccanti della sua carriera. In a "A baby's first five minutes" Eve Arnold racconta i primi cinque minuti di vita dei piccoli nati al Mother Hospital di Port Jefferson. Attraverso il progetto, che si conclude solo 7 anni dopo, la donna cerca di superare il trauma dell'aborto che rischiava di trascinarla in depressione.
Il 1952 apre una lunga parentesi di lavoro ed amicizia con le principali celebrities di Hollywood. Il primo incarico, che le viene assegnato come ripiego per l'assenza di Erns Haas, consiste nel fotografare Marlene Dietrich durante la registrazione di alcune delle canzoni care alle truppe alleate.
Nel 1954 realizza il suo primo reportage di viaggio, raccontando la vita nelle strade di Cuba e nel 1956 ad Haiti fotografa i segretissimi riti Voodoo, accompagnata in gran segreto da un'amica psicologa.
Il 1954 è un anno importantissimo per la fotografa che durante una festa in un locale incontra Marilyn Monroe, allora in piena ascesa. Tra le due inizia un'amicizia profonda che continuerà fino alla morte prematura dell'attrice. L'anno seguente, Arnold realizza alcune immagini uniche dalla Russia Sovietica.
Gli anni '50 si chiudono con un'altra grande stella del cinema, Joan Crawford, che nel 1959 si fa fotografare in un servizio che svela i segreti della sua bellezza, tra maschere facciali e trattamenti estetici.

### Il set di Misfits e gli anni '60
Nel 1961 partecipa insieme al resto dello staff Magnum allo shooting sul set del film Misfits - Gli spostati, il film di Arthur Miller che vede tra il cast Clark Gable e la stessa Marilyn. Attraverso i suoi scatti restituisce il ritratto di una donna fragile, insicura ma allo stesso tempo meravigliosa. L'anno successivo la fotografa, ormai divorziata, decide di trasferirsi a Londra nel quartiere di Mayfair per permettere al figlio di frequentare il college.
Nella capitale inglese maturano le idee per i progetti del decennio successivo che la porteranno a dedicarsi al reportage di viaggio.
Continua a lavorare insieme alle stelle del cinema e dopo aver scattato un servizio memorabile su Elizabeth Taylor, nel 1966 viene chiamata come fotografo di scena sul set della pellicola A man for all season - Un uomo per tutte le stagioni di Fred Zinnemann.
La Arnold continua a tenere fede alla vocazione sociale della sua fotografia ed attraversa la Gran Bretagna per raffigurare le condizioni di vita delle giovani operaie inglesi, della vita nei monasteri e delle spose di Cristo.

### I grandi reportage di viaggio
Il 1969 coincide con il viaggio in Afghanistan, insieme alla reporter Lesley Blanch, realizzato su richiesta del Sunday Times. Il progetto era nato l'anno precedente mentre la Arnold si trovava sul set del film Rapporto a quattro di George Cukor, con Anouk Aimee. Durante il periodo delle riprese il Presidente tunisino aveva invitato le donne ad "uscire da sotto il velo", parole che avevano stimolato la curiosità della Arnold.
Una volta ritornata a Londra, nel 1971, inizia a lavorare al suo primo documentario, "Dietro al velo", che racconta la condizione della donna in Medio Oriente attraverso i racconti raccolti ai matrimoni e negli hamman dell'Egitto e di Dubai.
Nel 1976 esce il libro "The Un-retouched Woman" seguito nel 1978 da “Flashback: The fifties” in cui vengono raccolti i primi servizi.

### In Cina
Nel 1979, dopo dieci anni di attesa, riesce ad ottenere il visto per entrare all'interno del territorio cinese, dove in due viaggi consecutivi trascorrerà quasi 5 mesi, visitando scuole, fattorie comuni e centri produttivi, fotografando anche artisti, insegnanti e professionisti. Percorrendo più di 40.000 miglia, visita anche la regione della Mongolia dove scatta delle foto indimenticabili.
L'anno successivo esce "In China", il catalogo della mostra al Broklyn Museum di New York che la consacra come fotogiornalista. Nello stesso anno riceve il premio alla carriera della American Society of Magazine Photographers.

### Gli anni'80
Nel 1983 esce il volume "In America", ricordo delle immagini scattate "on the road" attraverso gli Stati Uniti, seguito tre anni più tardi da "The making of white nights", raccolta delle immagini scattate sul set di "White Nights - Sole a mezzanotte". 
Nel 1987 pubblica “Marilyn Forever” e Marilyn Monroe: An Appreciation scritti a 25 anni di distanza dalla morte dell'amica, e l'anno successivo viene pubblicato il volume “Private View: Inside Baryshnikov's American Ballet Theatre”, realizzato in occasione di un viaggio in Unione Sovietica.
Nel 1989 realizza "All in a day's work" la prima autobiografia per immagini.

### Gli ultimi anni
Nel 1991 esce “The Great British”, titolo originale “Eve Arnold in Britain”, che contiene i leggendari scatti della Regina Elisabetta II. Quattro anni più tardi nel 1995 pubblica "In Re trospect" una autobiografia, in cui raccoglie oltre 50 anni di carriera. Pochi mesi più tardi diventa membro onorario della Royal Photographic Society e viene eletta Master Photographer dal New York's International Center of Photography, una delle maggiori onorificenze per un fotografo.
Nel 1996 riceve il Kraszna-Krausz Book Award per il volume “In Retrospect” e l'anno successivo le viene consegnata la laurea honoris causa dell'Università di St Andrews, della Staffordshire University e dell'American International University di Londra. L'anno successivo esce “Film Stars: Photographs of Magnum Photos'' e due anni dopo collabora al volume Magna Brava: Magnum's Women Photographers, che racconta la presenza femminile all'interno dell'agenzia di stampa.
Nel 2002 viene pubblicato “Eve Arnold: Film Journal” e nel 2003 viene nominata Ufficiale dell'eccellentissimo Ordine dell'Impero Britannico.
Nel 2004 pubblica “Handbook with Footnotes” seguito l'anno successivo da “Marilyn Monroe” il suo ultimo libro sulla diva. 
Nel 2009 esce il volume “Eve Arnold's People”, che raccoglie le fotografie di soggetti presi dalla vita quotidiana e l'anno successivo le viene conferito il premio alla carriera in occasione dei Sony World Photography Awards.
Muore il 4 gennaio all'età di 99 anni, nella clinica di Pimlico, alle porte di Londra, dove era ricoverata ormai da tempo. Pochi mesi dopo la sua morte esce il volume "All about Eve", scritto e pubblicato dai suoi amici più cari.
Le sue fotografie in mostra dal 15 gennaio al 27 aprile 2014 al museo civico di Arte Antica di Torino, in occasione di "Eve Arnold: Retrospettiva".

## Opere
- Eve Arnold, In China, Londra, Hutchinson, 1980.
- Eve Arnold, In America, New York, Alfred a Knop, 1986.
- Eve Arnold, Marilyn Monroe - An appreciation, New York, Alfred a Knop, 1987.
- Eve Arnold, In retrospect, New York, Alfred a Knop, 1994.
- Eve Arnold, Magna Brava: Magnum's Women Photographers, Monaco, Prestel Publishing, 2007.